# Friedrich Schön (Architekt)
Friedrich Schön, eigentlich Philipp Schön, (ungarisch Frigyes Schőn; geboren 26. August 1857 in Lovasberény; gestorben 29. November 1941 in Kaunas) war ein ungarischer Architekt jüdischer Religionsszugehörigkeit.

## Leben
Frigyes Schőn stammte aus einer armen jüdischen Familie und wurde mit zwölf Jahren Waise. Ein Verwandter nahm ihn unter seine Fittiche, und so konnte er die besten Schulen seiner Zeit besuchen. Er absolvierte die Sekundarschule in Székesfehérvár und Budapest und studierte Architektur an den Kunstuniversitäten Budapest und Wien sowie an der Wiener Akademie der bildenden Künste.
In Wien arbeitete er für Theophil Hansen und nach seiner Rückkehr nach Ungarn arbeitete er kurzzeitig mit Miklós Ybl und Alajos Hauszmann zusammen. Später kehrte er nach Wien zurück und begann dort als Architekt zu arbeiten, da er sich dort größere Karrierechancen versprach. Darüber hinaus pflegte er seine beruflichen und geschäftlichen Kontakte nach Ungarn. Er war Mitglied der Österreichischen Ingenieur- und Architektenvereinigung.
Das Ungarische Jüdische Lexikon von 1929 gibt an, dass er etwa 200 Gebäude, Schulen, Mietshäuser und Ferienhäuser entworfen hat.
Unter seinen zahlreichen Werken sind insbesondere das Kaufhaus Zwieback in der Kärntner Straße in Wien und das Kaufhaus S. Stein in Kairo hervorzuheben.
Interessanterweise beteiligte er sich 1891 auch mit seinem Entwurf „Excelsior“ am Wettbewerb für das Ungarische Museum für Kunstgewerbe in Budapest. Da einige der Entwürfe nicht konkreten Namen zugeordnet werden konnten, wurde die Verbindung zwischen „Excelsior“ und Schőn in den 1990er Jahren fast zufällig aufgedeckt, als ein zuvor versiegelter Umschlag geöffnet wurde.
Nach dem „Anschluss“ wurden er und seine Tochter Klára am 23. November 1941 vom Wiener Aspangbahnhof nach Litauen deportiert. Wenige Tage nach der Ankunft in Kaunas, am 29. November 1941, wurden sämtliche Deportierte im IX. Fort ermordet, so auch der 84-jährige Friedrich Schön und seine Tochter.

## Werke (Auswahl)

### Wohn- und Geschäftsbauten
- 1887/88: Miethaus, Wien 4, Plößlgasse 1–3 / Heugasse 26 (heute Prinz Eugen-Straße)
- 1889: Miethaus, Wien 21, Schwaigergasse 4
- 1890: Miethaus in Budapest / Franzstadt, Mesterstraße 43
- 1892: Miethaus, Wien 1, Sterngasse 6a
- 1892: Villa Bondy, Tullnerbach, Station, NÖ, Egererstraße 20–22
- um 1890: Villa, Wien 18, Hasenauerstraße 38 (ehemals Parkstraße)
- um 1890: Zwei Villen, Station Lawies bei Preßbaum, NÖ
- 1893: Villa Edler v. Zwicklitz, Preßbaum, NÖ
- 1893: Miethaus, Wien 18, Gersthofer Straße (Nr.?)
- 1894: Villa Fr. Schön, Wien 18, Türkenschanzstraße 44
- 1895: Warenhaus Zwiebäck, Wien Kärntner Straße 11 (verändert)
- 1895: Wohn- und Geschäftshaus, Wien 1, Fischerstiege (Nr.?)
- 1896: Villa Freistadt 18, ehemals Karl-Ludwig-Straße 66 (nicht erhalten)
- 1898: Villa Löwy, Wien 18, Cottagegasse / Dittesgasse (abgerissen)
- 1900: Mietpalais, Wien 3, Jacquingasse 41 (jetzt Albanische Botschaft)
- um 1900: Warenhaus Stein, Kairo, Alaba al Kadna Straße
- 1901: Miethaus, Wien 1, Salzgries 17 (umgebaut)
- 1901: Villa Wien 19, Lannerstraße 24
- 1902: Villa, Wien 18, Pötzleinsdorfer Straße 28
- 1905–1907: Industriepalast, Wien 1, Franz Josefs-Kai 7–9 (umgebaut, jetzt BM f. Landesverteidigung)
- 1909: Geschäftshaus (ehemals Warenhaus Pollak), Wien 1, Kohlmarkt 2
- 1913: Miethaus, Wien 18, Lazaristengasse 14
- 1913: Miethaus, Wien 7, Kirchengasse 25
- 1914: Miethaus, Wien 20, Denisgasse 33
- 1915: Villa Italia, Wien 18, Geyergasse 11

### Öffentliche Bauten
- 1893: Ferrary-Kapelle
- 1893: Radetzky-Aussichtswarte am Attersee
- 1893: Israelit. Schulgebäude in Stuhlweißenburg
- 1896: Synagoge Mistelbach (zerstört)
- 1898: Landwehrkaserne Wien 5, Siebenbrunnengasse 41–43 / Stolberggasse

### Industrie- und Gewerbebauten
- 1892: Brotfabrik Heinrich u. Fritz Mendel (später Ankerbrotfabrik) Wien 10, Absberggasse 35
- 1904–1907: Pumpenfabrik Garvens, Wien 2, Handelskai 130 (Erweiterung u. Umbau der ehemaligen Mörtelfabrik)
- 1912: Großdruckerei Vernay, Wien
- 1912: Fabrik und 1915 Anbau Donauwerk Krause, Wien 2, Engerthstraße 151